# Cuscuta campestris
Cuscuta campestris (вилина косица, пољска вилина косица) је једногогодишња паразитска врста, без корена из породице Convolvulaceae.

## Опис
Стабљике су голе, глатке, жутонаранџасте с љуспастим листовима и рашљикама. Стабло је кончасто , око 0,3mm у пречнику, углавном наранџасто, ређе ружичасто или зелено, глатко и гранато, с рашљикама које се увијају око других биљака и каче се за њих помоћу великог бројаа адсорптивних јастучића - хаусторија
Цваст је цимозна , штитолика растресита или збијена, клупчаста, пречника1-2cm, састављена од 20-30 цветова. Цвет је мали, око 2mm у пречнику, беличаст, звонаст, са зашиљеним, троугластим латицама, петочлан, на 2-3mm дугој дршци, која је исте дебљине као и стабљика. Цвета од јуна до октобра. Опрашују је инсекти или се самоопрашује. Плод је чаура, округла и спљоштена, пречника 3-4mm. Она остаје затворена у чашици и у исушеној круници , стога семе дуго после сазревања остаје унутар плода. У плоду се налази 2-4 семена, пречника1-2mm, јајаста или неправилно угласта, мрке боје, с кратким и оштрим длакама. Плодоноси од јула до новембра. Размножава се семеном, које производи у великој количини (до 100 00 семена по индивидуи) или вегетативно, фрагментацијом делова стабљике. Расејава се ветром, водом, птицама и другим животињама, посредством људи (кроз пољопривредне активности).

## Порекло врсте
Врста води порекло из Северне Америке.
Интродукована је у многе земље света , у којима представља паразитски коров са широком палетом домаћина. На европском континенту је први пут забележена 1883. године у Чешкој, где је унета са семеном других гајених  биљака. Лако се шири приликом транспорта сточне хране (нарочизо луцерке), а семе се преноси блатом које остаје на точковима машина, на обући, одећи итд.  Када доспе на ново станиште, готово је сигурно да ће пронаћи погодног домаћина за развој , било да се ради о гајеној или о дивљој врсти
Семе задржава вијабилност у земљишту око три године, али уколико прође кроз дигестивни систем животиња може да клија и после десет година. За клијање семена потребна је сскарификација, која се обавља микробиолошком активношћу, гажењем, ватром и сл. Клијанци имају само рудиментарни корен друг 1-2cm, којим се причвршћују за подлогу. На тај начин стабљика има ослонац да кружи, односно помера се по замишљеној кружници тражећи домаћина у окружењу. Кружи у смеру супротном смеру казањке на сату и кружење се понавља у размацима од приближно једног сата. Ако клијанци не нађу домаћина у року од неколико дана, неће преживети. Када се закачи за другу биљку, корен и део стабљике испод тог иницијалног контакта одумире. Са унутрашње стране навоја рашљике формирају се хаусторије којима овај паразит пробија ткиво домаћина и којима. увијена око стабљике или листова домаћина, узима све потребне нутријенте.
Иако је најчешће једногодишња биљка, може бити вишегодишња  на неком вишегодишњем домаћину. Уколико је снежни покривач танак, подлеже зимским мразевима, али када су сви надземни делови биљке уништени зимским мразевима, способна је за регенерацију из хаусторија које се налазе у домаћину.

## Станиште
Паразитира на великом броју (неколико стотина) различитих биљних врста, углавном на поврћу, луку, шаргарепи, кромпиру, мирођији. бундеви, парадајзу, краставцу, зеленој салати, паприци и на разним врстама из фамилије Fabaceae. Честа је и на рудералним стаништима где паразитира на великом броју рудералних врста. Толерантна је на читав низ различитих услова, од топле умерене климе до суптропске и тропске климе (најређа је у тропима). Преферира пуну осунчаност, влажно земљиште, нарушена станишта. Прилагођена је на продужене периоде суше, а расте и на неплодном тлу.

## Распрострањеност у Србији
Врста је широко распрострањена .

## Мере контроле и сузбијања
У сузбијању ове врсте користе се пре свега превентивне мере (чист семенски материјал и отпорне сорте) и механичко уклањање (кошење, ручно уклањање). Употреба неконтаминираног семена би била најбољи начин. Међутим, понекад је то тешко утврдити, јер је семе ове биљке слично семену луцеркр, детелине и неких других култура. Препоручује се уклањање погодних домаћина са ивица поља (нпр.Convolvulus arvensis). Такође је неопходна контрола одеће, обуће, механизације.
Препоручује се ротација усева, у којој важну улогу имају врсте из породице трава (Poaceae), јер су отпорне на напад ове паразитске врсте.
Могући агенти биолошке контроле суозначене врсте инсекатског рода Smicromyx и врста Melana gromyzacuscutae, као и врсте гљива Alternaria cuscutacidae и Colletotrichum gloeosporioides.

## Синоними
- Cuscuta gymnocarpa subps. deflexa Buia
- Cuscuta pentagona subsp. calycina Yuncker
- Cuscuta pentagona var. pentagona Engelm
- Grammica campestris (Yunck.) Hadač & Chrtek